# Martín García Puyazuelo
Martín García Puyazuelo (Caspe, ca.1441 - 7 de marzo de 1521) fue un religioso aragonés, obispo de Barcelona entre 1511 y 1521.

## Biografía
En 1467 tradujo en verso los Distica Catonis. Tuvo cargos eclesiásticos en Roma. Obtuvo el título de "maestro" en teología en la universidad de San Clemente de Bolonia en 1480 y en 1481 fue nombrado canónigo de la Seo de Zaragoza. Fue inquisidor en Zaragoza y director del Hospital de Nuestra Señora de Gracia
Con Juan de Enguera, Fernando de Loaces, el obispo de Tortosa Adrian Florisz Boeyens (futuro papa como Adriano VI), Lope Martínez de Lagunilla, Luis Mercader, y Acisclo Moya de Contreras, parte del Tribunal de la Inquisición en Cataluña, entonces muy activo.
Fue obispo de Barcelona desde 1511 hasta su muerte en 1521, ocupándose de recibir al emperador Carlos V y de acoger el capítulo de la Orden del Toisón de Oro en la Catedral de Barcelona. Como obispo de Barcelona participó en el Concilio de Letrán.
Fue enterrado en la colegiata de Santa María la Mayor de Caspe, en un hermoso sepulcro monumental que resultó destruido durante la Guerra Civil.